# Plaine de Carrizo
La plaine de Carrizo (Carrizo Plain en anglais) est une grande plaine américaine fermée composée principalement de prairies, d'une longueur d'environ 50 km et d'une largeur d'environ 24 km, située au sud-est du comté de San Luis Obispo, et à environ 160 km au nord-ouest de Los Angeles. Cette plaine constitue aujourd'hui le Monument National de la Plaine de Carrizo et est à ce jour la plus grande plaine naturelle de Californie. On y trouve notamment le Painted Rock qui compte parmi les monuments nationaux reconnus par le Centre des monuments nationaux américain. En 2012, cette zone fut déclarée site historique national (National Historic Landmark en anglais) du fait des récentes découvertes archéologiques.
Ce site est aussi connu pour être l'un des meilleurs endroits pour observer la faille de San Andreas, qui divise le site dans sa longueur.

## Géographie
La plaine s'étend de la ville de Maricopa au nord-ouest, longeant la faille de San Andréa du nord vers le sud. La chaîne Temblor borde la plaine au nord-est, de l'autre côté de la vallée centrale de Californie. La chaîne Caliente borde quant à elle la plaine au sud-ouest. L'agglomération de California Valley se trouve quant à elle au nord de la plaine. L'altitude moyenne dans la plaine est de 700 mètres. Le lac Soda, un lac salé, se situe au centre de la plaine à côté du populaire Painted Rock, une alcôve en grès orné de pictogrammes créés par le peuple Chumash vers 2000 av. J.-C., qui comprend plusieurs œuvres rupestres dont les rochers Chumash et Yokut. Se situant dans la dépression centrale de ce bassin fermé, Soda Lake reçoit toutes les eaux de ruissellement des deux côtés de la plaine. Avec ses 1556 mètres d’altitude, la montagne Caliente qui se situe au sud-ouest de la plaine, est le point le plus élevé du comté de San Luis Obispo. Le climat de la plaine de Carrizo est de type semi-aride. Il n'existe pas d'arbre dans cette zone et la pluviométrie moyenne est très faible avec 230 mm par an.
La plaine de Carrizo est l'un des meilleurs endroits pour observer les fractures de surface de la faille de San Andréa : elles sont très facilement visibles tout au long du côté est de la plaine, sur le flanc de la chaîne Temblor.

### Le ruisseau de Wallace

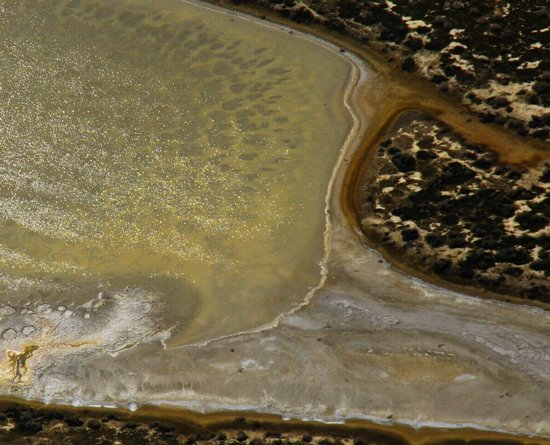
Soda Lake après un épisode pluvieux

Le ruisseau de Wallace est un petit cours d'eau qui se déverse dans le Soda lake qui reste cependant sec durant toute l'année. Il s'écoule perpendiculairement à la faille de San Andréa et son lit est régulièrement déplacé (aujourd'hui de 130 m par rapport à sa position initiale datant de 3700 ans) par l'activité de la faille elle-même. À lui seul, le tremblement de terre de 1857 fut responsable d'un mouvement de 7 mètres du lit.
Bien qu'il n'en reste que le lit, deux autres anciens cours d'eau se trouvent au nord-ouest de la plaine le long de la faille de San Andréa. Le premier apparut il y a 13 000 ans quand le changement climatique favorisa la création d'un cône de déjection favorisant la création du ruisseau. Le second cours d'eau fut créé il y a 11 000 ans.
Le ruisseau de Wallace est aujourd'hui régulièrement étudié par les géologues afin d'en apprendre plus sur l'histoire du site, notamment à travers la corrélation entre mouvements réguliers du lit et événements géologiques comme celui de la tectonique des plaques ou encore les tremblements de terre.

### Accès au site
La route nationale 166 passe au sud de la plaine de Carrizo et la route nationale 58 traverse sa partie nord. Entre les deux et les reliant, se trouve une route étroite nommée Soda Lake Road, seule voie d'accès praticable à travers la plaine, mais qui peut toutefois devenir partiellement impraticable en cas de pluie (en son centre).

## Géologie

### La faille de San Andreas
Le phénomène géologique le plus remarquable du site est sans conteste la faille de San Andreas, une déchirure relativement droite de la croûte terrestre qui s'étend sur tout le côté est de la plaine formant un escarpement nommé Elkhorn Scarp. La faille de San Andreas forme une limite naturelle entre la plaque du Pacifique et la plaque nord-américaine, s'étendant sur plus de 1 370 km sur toute la côte californienne de Cape Mendocino au nord jusqu'à mer de Salton au sud, près de la frontière américano-mexicaine. La section de la faille de San Andreas présente dans la plaine de Carrizo est la plus ancienne existante aujourd'hui, avec un mouvement de terrain de plus de 315 km depuis son apparition au Miocène.

### Autres failles
La faille de Big Spring, la faille de San Juan, la faille Morales et la faille de White Rock sont de petites failles qui courent parallèlement à la faille de San Andréa le long de la chaîne Caliente à l'ouest de la plaine de Carrizo

### Taxonomie des sols

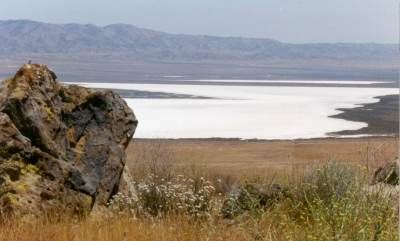
Vue de la partie sud-est de Soda Lake

Les matériaux parents du sol de la plaine de Carrizo sont majoritairement des alluvions. Une alluvion est un dépôt de débris (sédiments), tels du sable, de la vase, de l'argile, des galets, du limon ou des graviers, transportés par de l'eau courante. La formation géologique nommé Paso Robles est une alluvion datant du Pléistocène, qui dépasse dans sa zone proche de la faille de San Andréa une épaisseur de 900 m. Cette formation est notamment connue pour être une zone aquifère très fertile. La couche superficielle de cette formation est en revanche une alluvion plus récente. Elle est plus épaisse près de Soda Lake et s'amincit vers les montagnes à l'est et à l'ouest. Tout au long de la vallée, la composition du sol varie grandement et peut ainsi se composer de loam argileux, de loam sableux ou encore de loam limoneux.

## Faune

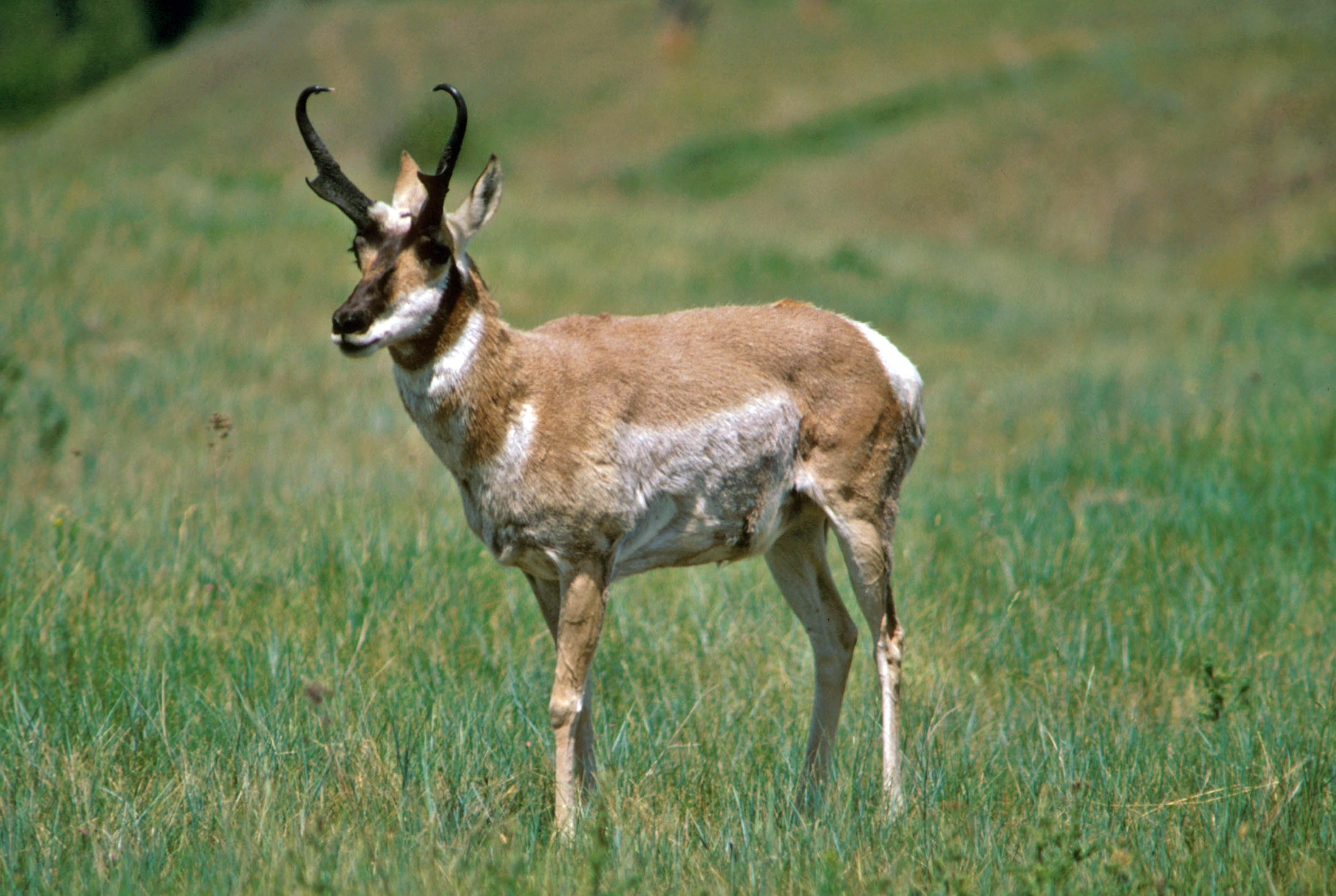
Antilope d'Amérique

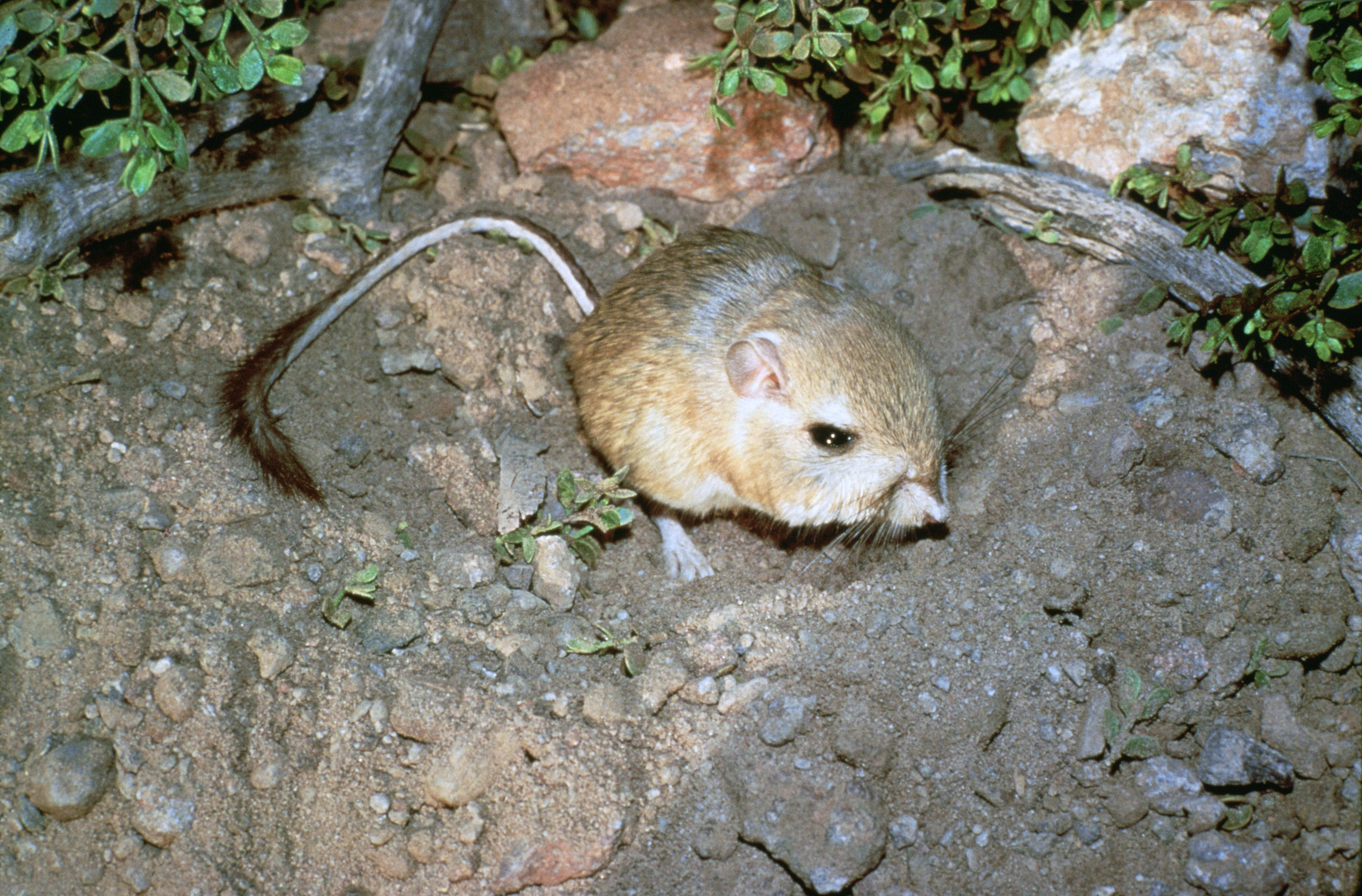
Rat-kangourou géant

La plaine de Carrizo accueille 13 différentes espèces reconnues comme étant en danger à la fois par l'État de Californie et par le gouvernement fédéral, soit la plus grande concentration d'espèces en danger de Californie. Parmi ces espaces, il y a le renard nain de San Joaquin, l'écureuil-antilope de San Joaquin, le lézard-léopard à nez plat (Gambelia sila), le rat-kangourou géant, plusieurs sous espèces de grue du Canada,  et le condor de Californie. Le wapiti de Tule, l'antilope d'Amérique, le lièvre de Californie, le coyote de l'Ouest et le moqueur de Le Conte.

## Le Monument National de la Plaine de Carrizo

### Historique de la gestion du site

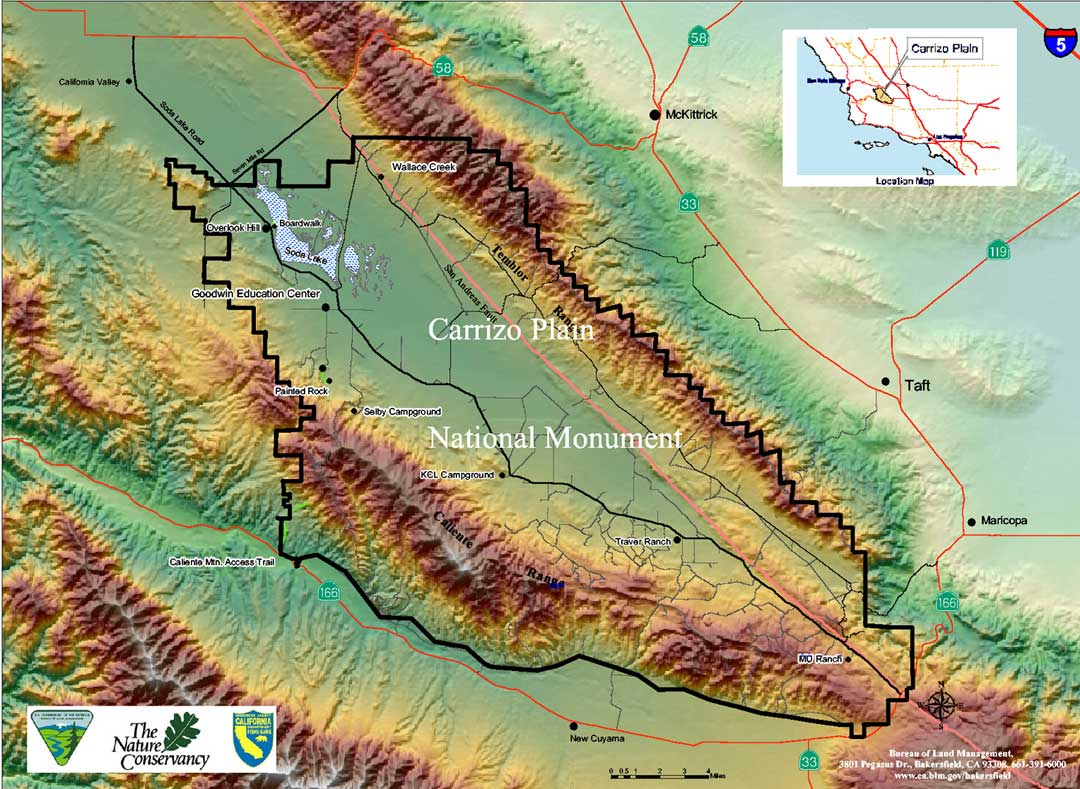
Carte du site

En 1988, le Bureau of Land Management, le département californien de la Pêche et du Gibier et l'organisation Nature Conservancy se sont regroupés pour acheter une partie de la plaine du Carrizo, d'une superficie d'un peu plus de 33 000 hectares (82 000 acres). Cette acquisition avait pour objectif de protéger cette zone écologique unique en Californie. Puis en 1996, ces partenaires créèrent une structure intitulée Carrizo Plain Natural Area Plan (Gestion de la zone naturelle de la plaine de Carrizo, ou encore en anglais CPNA Plan). L'objectif de cette structure était de : 
- Établir une mission et une vision à long terme qui reflètent les objectifs du CPNA
- Définir les buts et objectifs de ce plan et en définir les étapes intermédiaires
- Consolider les différents inventaires des ressources de cette zone et définir l'utilisation que le public peut en faire
- Fournir une vue d'ensemble des besoins opérationnels, de maintenance et humains pour réaliser les plans d'actions annuels, et les budgétiser[7]

Le 12 janvier 2001, le président Bill Clinton signa un décret présidentiel déclarant la plaine de Carrizo dorénavant Monument national. Le premier directeur du monument national fut Marlene Braun (1958–2005) à qui succéda Johna Hurl. Le CPNA ne modifia cependant pas sa feuille de mission et continua ses activités en parallèle de celle du monument national. Depuis, de nombreuses parcelles furent rachetées pour atteindre une superficie de plus de 100 000 hectares (250 000 acres).